# 오 태백

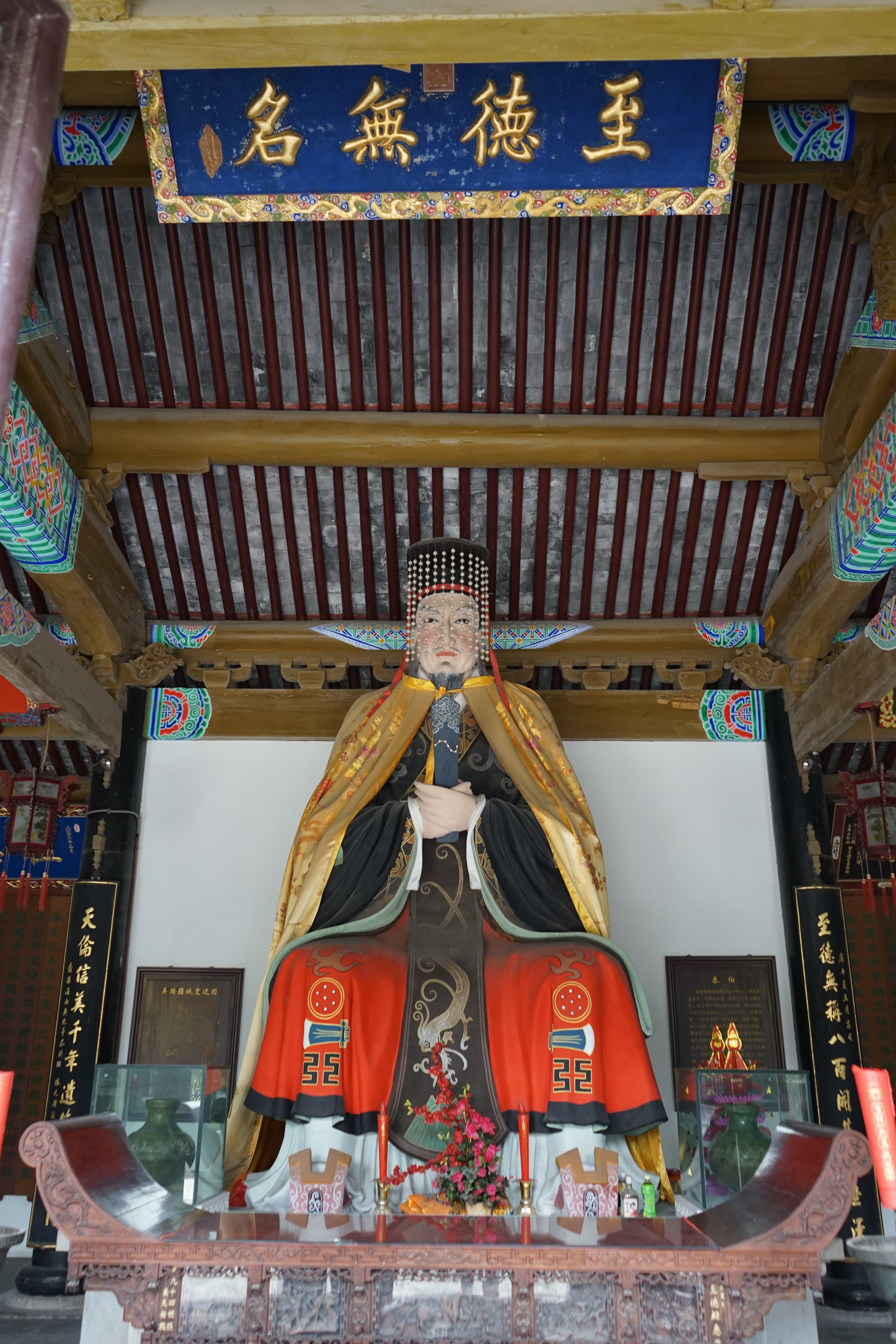

오태백(吳太伯)는 중국 춘추시대 오나라(吳)의 초대 군주이자, 오(吳)의 시조다. 주나라(周)의 고공단보의 장남이다. 형제로는 중옹(仲雍)과 계력(季歷)과 조카로는 주 문왕이 있다. 성은 희(姬). 기원전 12세기와 기원전 11세기경에 활동한 인물로, 중옹과 계력의 형, 문왕의 백부에 해당한다. 태백(太伯)으로도 호칭된다.

## 생애
태백의 아버지 고공단보는 후계자로 장남인 태백, 차남인 우중, 막내아들인 계력이 있었다. 동생 계력의 아들 창(昌)이 태어날 때 다양한 길조가 있었고, 심지어는 창은 뛰어난 아이였다. 고공단보는 "우리 가문을 일으키는 자는 손자 창인가"라고 말하였다.
아버지 고공단보의 뜻을 알아챈 태백과 동생 우중은 막내 동생 계력에게 아버지의 뒤를 잇게 하라고, 동생을 위해서 이민족이 거주하는 지역으로 스스로 이동했다. 나중에는 주나라가 건국 되자, 주나라 신하들이 태백과 우중을 본국으로 모시려 했지만, 태백과 중옹은 이민족의 풍습을 하였는데, 변발을 하여 앞머리카락을 자르고, 온몸에 문신을 새겼고, 자신들은 중원에 돌아가는 것이 어울리지 않는 인물이다고, 이를 거절했다.
태백은 나라를 일으키고, 국호를 구오(句吳)라고 정했다. 형만(荊蠻) 지역에 살던 많은 이민족들은 태백을 따랐다. 태백이 자식없이 사망하자, 동생인 중옹(仲雍)이 뒤를 이었다.

## 평가
사마천이 지은 사기에서 세가의 첫번째로 이름을 올려 오태백세가(吳太伯世家)를 저술하면서 평가하여서 사마천은 고공단보의 장남인 태백과 그 후손인 오나라 군주에게 경의를 표하였다.
|  | 제1대 오나라의 군주 | 후 임 동생 중옹 |